# 욕망의 거리 (1986년 대한민국 영화)
"욕망의 거리"는 1986년 공개된 대한민국의 영화이다. 한수산 필화 사건을 당한 한수산의 장편 소설 "욕망의 거리"가 원작이다.

## 배역
- 오수비
- 이영하
- 천호진
- 김영애